# Priego
Priego – gmina w Hiszpanii, w prowincji Cuenca, w Kastylii-La Mancha, o powierzchni 80,34 km². W 2011 roku gmina liczyła 1141 mieszkańców.